# Sant Benet d'Espiells

Sant Benet d'Espiells és una ermita romànica del municipi de Sant Sadurní d'Anoia (Alt Penedès) protegida com a bé cultural d'interès local.

## Arquitectura
És a prop del caseriu d'Espiells, a uns cinc quilòmetres de Sant Sadurní, en un indret de vinyes i camps. És un edifici de planta rectangular, adossat per l'absis a una masia. Té una sola nau i la porta d'accés és d'arc de mig punt format per grans dovelles radials. La volta és de canó amb l'encanyissat molt acusat, sota coberta de teula àrab a dues vessants. Damunt la nau es troba un petit campanar de planta quadrada i finestres geminades als quatre costats. La coberta és llisa, a quatre vessants. L'obra és de pedra. A l'entrada hi ha una pica beneitera.

## Història
Se suposa que aquesta capella va ser fundada pels pares benedictins del monestir de Sant Cugat del Vallès. S'esmenta ja l'any 986. La forma del temple actual pot considerar-se com del segle xi, amb modificacions posteriors. El campanar, del segle xii, s'ha conservat sense cap deformació en l'estructura. Fou restaurada en la dècada del 1960 amb un gran respecte.